# Giuseppe Raddi

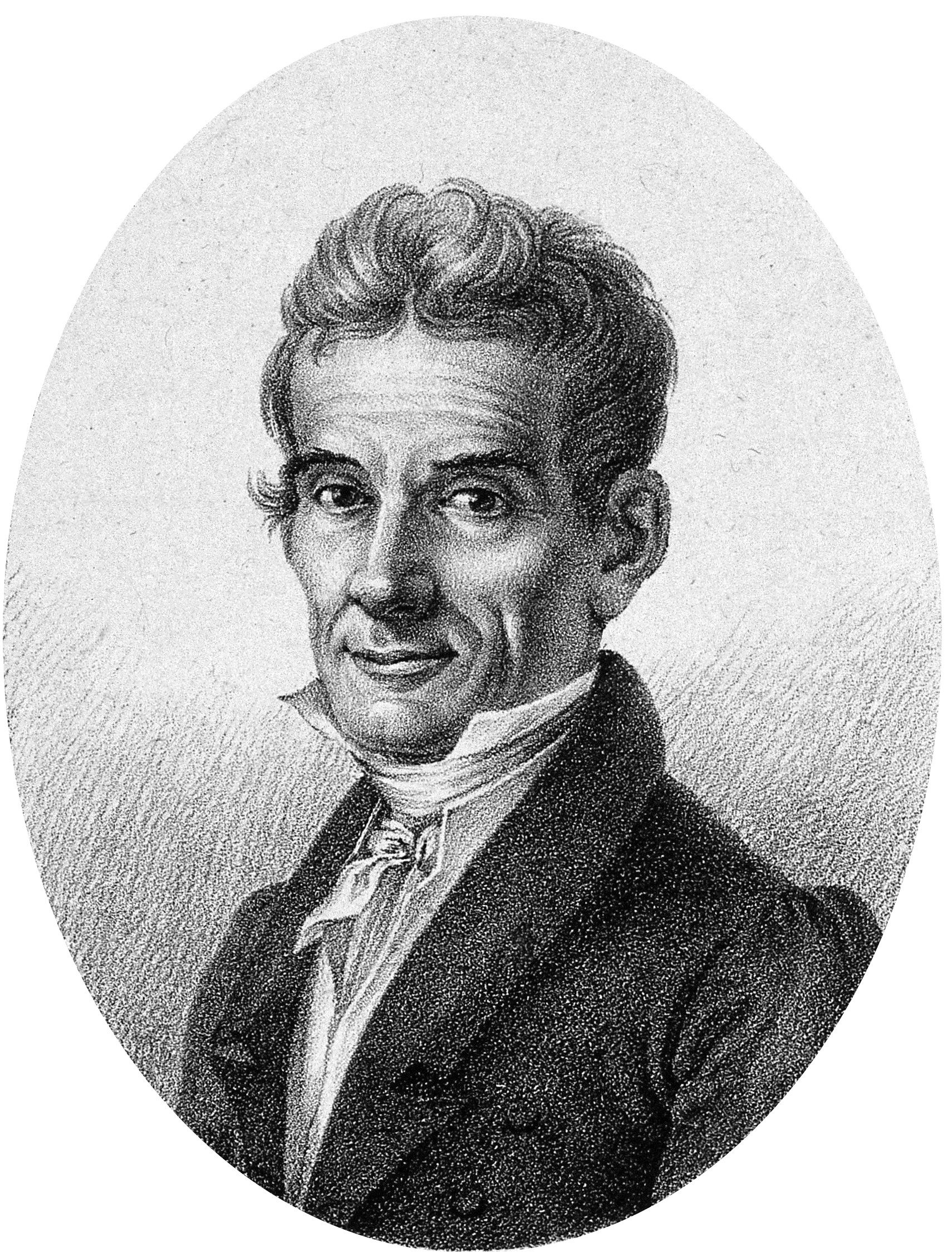
Giuseppe Raddi. Lithografie von G. Galli

Giuseppe Raddi (* 9. Juli 1770 in Florenz; † 6. September 1829 auf Rhodos) war einer der bedeutendsten Botaniker seiner Zeit. Sein offizielles botanisches Autorenkürzel lautet „Raddi“.

## Leben
Raddi war der Sohn von Stefano und Orsola Pandolfini. Aufgrund der beschränkten wirtschaftlichen Verhältnisse seiner Familie war er gezwungen, eine Lehre in einer Apotheke zu beginnen. Zusammen mit seinem Jugendfreund Gaetano Savi (1769–1844), einem späteren Naturforscher, wurde er mit Ottaviano Targioni Tozzetti (1755–1829) bekannt, der die botanische Begabung der beiden erkannte und sie förderte. Bereits im Alter von 15 Jahren (1785) wurde Raddi Assistent von Attilio Zuccagni (1754–1807), dem Direktor des Botanischen Gartens von Florenz. Er blieb dort bis 1795, als er Kurator des Naturgeschichtlichen Museums ebenfalls in Florenz wurde.
Zwei Gattungen der Lebermoose benannte Raddi nach seinen Freunden in Florenz: die Metzgeria nach dem aus Staufen im Breisgau stammenden Kupferstecher und Kunsthändler Johann Baptist Metzger und die Pellia nach dem Advokaten Leopoldo Pelli-Fabbroni.

## Werk
Anfang des 19. Jahrhunderts veröffentlichte Raddi seine ersten Arbeiten über Pilze und Kryptogame, die er in der Toskana gesammelt und bestimmt hatte. Von 1807 bis 1814 konnte er seine naturwissenschaftlichen Arbeiten nur unregelmäßig fortführen, vor allem, weil 1807 das Naturgeschichtliche Museum von Florenz geschlossen wurde. 1817 veröffentlichte er seine Arbeit über die Jungermanniales, eine Ordnung der Lebermoose.
1814 wurde Großherzog  Ferdinand III. von Habsburg-Toskana zu seinem Förderer. Dieser sandte Raddi 1817 im Rahmen der Österreichischen Brasilien-Expedition nach Brasilien, vor allem, um dort die Kryptogamen zu untersuchen. In der Begleitung von Johann Baptist von Spix, Carl Friedrich Philipp von Martius und Johann Baptist Emanuel Pohl segelte er von Livorno nach Rio de Janeiro, wofür das Schiff 82 Tage benötigte. Raddi erforschte acht Monate lang besonders die Umgebung von Rio de Janeiro. Bei seiner Rückkehr brachte er umfangreiche Sammlungen von Pflanzen und Pflanzensamen mit, die sich unter anderem in den Herbarien der Universitäten von Pisa, Bologna und Florenz befinden und bis heute erforscht werden. Vor allem handelte es sich um Kryptogamen, daneben aber auch um Schwarzmund- und Sauergrasgewächse. Sogar Samenpflanzen und zoologisches Material gehörten zu der Ausbeute. In den aus der Expedition hervorgegangenen Werken beschrieb Raddi 156 neue Pflanzenarten. Dabei arbeitete er mit anderen bekannten Botanikern zusammen, wie mit Antonio Bertoloni, dem er verschiedene Arten übergab, die sich heute im Hortus Siccus Exoticus in Bologna befinden.
Raddi war Teilnehmer der französisch-toskanischen Expedition 1828 bis 1829 nach Ägypten am Nil entlang bis nach Wadi Halfa. Die Expedition wurde geleitet von Jean-François Champollion, dem Entzifferer der Hieroglyphen, und dem italienischen Ägyptologen Ippolito Rosellini. Raddi legte umfangreiche Sammlungen von Pflanzen, Säugetieren, Vögeln, Fischen, Schnecken und mineralogischen Belegstücken an. Während der Rückreise erkrankte er an Ruhr und starb auf Rhodos. Die dortigen Konsuln von Sardinien und Österreich stellten sicher, dass seine Sammlungen noch in die Toskana gelangten.
Obgleich Raddi vor allem als Botaniker bekannt ist, machen auch seine Sammlungen in Ägypten seine weit gespannten Interessen deutlich. So beschrieb er schon von 1820 bis 1826 verschiedene neue Reptilienarten, die er in Brasilien gefunden hatte, und die Typusart der Hornfrösche wurde von ihm bestimmt.

## Ehrungen
Die Gattung Raddia der Süßgräser, basierend auf den Sammlungen aus Brasilien, wurde von Antonio Bertoloni zu Ehren von Raddi benannt. Auch die Pflanzengattungen Raddiella Swallen aus der Familie der Süßgräser (Poaceae) und Raddisia Leandro aus der Familie der Spindelbaumgewächse (Celastraceae) sind nach ihm benannt, wie auch der Frauenhaarfarn Adiantum raddianum.

## Werke
- Jungermanniografia etrusca. In: Memorie di matematica e di fisica della Società italiana delle Science, Modena 1820. online
- Crittogame Brasiliane, 2 Bände, Modena, 1822. online
- Agrostografia Brasiliensis sive enumeratio plantarum ad familias naturales graminum et ciperiodarum spectantium quas in Brasilia collegit et desripsit, Lucca 1823. online
- Plantarum Brasiliensum Nova Genera et Species Novae, vel minus cognitae, Aloisius Pezzati, Florenz 1825.

Quelle: